# Andres Oper
Andres Oper (nascido em 7 de novembro de 1977) é um técnico de futebol nascido na Estônia e ex-jogador de futebol profissional. Com 38 gols em 134 partidas, Oper é o maior artilheiro de todos os tempos da equipe nacional de futebol da Estônia.
Oper jogou como atacante para FC Lelle, FC Flora, Tervis Pärnu, AaB, Torpedo Moscow, Roda JC, Shanghai Shenhua, ADO Den Haag, AEK Larnaca, Nea Salamina e a Equipe Nacional da Estônia. Oper foi nomeado Jogador de Futebol Estoniano do Ano três vezes, em 1999, 2002 e 2005, e ganhou o prêmio Estonian Silverball duas vezes, em 2001 e 2005.

## Juventude e início de carreira
Oper nasceu em Tallinn. Ele se formou na Escola Secundária de Tallinn. Começou a jogar futebol no Tallinna Jalgpallikool, sob treinamento e intrução de Aivar Tiidus, antes de ir para o Uibo Poisid, de Taivo Uibo, e depois para o LMSK/Pantrid, treinado por Aavo Sarap.

## Carreira

### Flora
Em 1995, Oper assinou um contrato com o Flora. Ele ganhou seu primeiro título da Meistriliiga na 1994-95 e logo se tornou titular do time e um dos principais artilheiros da equipe. Ele conquistou mais dois títulos da liga nas temporadas 1997-98 e 1998, bem como a 1997-98 Estonian Cup e a 1998 Supercup Estonian.

### AaB
Em 2 de julho de 1999, Oper assinou um contrato de cinco anos com o AaB, campeão da Superliga dinamarquesa, por uma taxa de transferência de US$ 1 milhão (15 milhões de coroas estonianas). No processo, ele se tornou a primeira transferência de um milhão de dólares na história da Copa da Estônia.

### Torpedo Moscow
Em 10 de julho de 2003, Oper assinou um contrato de dois anos com o Torpedo Moscow, clube da Russian Premier League.Frequentemente inconsistente na Rússia, marcando 8 gols em 53 partidas, Oper foi colocado na lista de transferências depois de sofrer uma lesão no pé direito. Em 2005, ele esteve perto de ser transferido para o Sunderland, da Premier League, na Inglaterra, mas o contrato nunca foi assinado.

### Roda JC

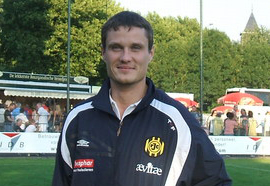
Andres Oper em julho de 2007, quando atuava no Roda JC.

Em 31 de agosto de 2005, Oper assinou um contrato de um ano com o clube holandês Eredivisie Roda JC por uma taxa não revelada.Ele marcou seu primeiro gol na Eredivisie em 1º de outubro de 2005, em uma vitória por 3 a 2 contra o Vitesse Arnhem.Oper terminou a temporada 2005-06 da Eredivisie como artilheiro da equipe ao lado de Simon Cziommer com 8 gols e assinou uma extensão de contrato por mais duas temporadas.Ele foi o artilheiro da equipe na temporada 2006-07 da Eredivisie, marcando 12 gols na liga e 1 nos play-offs. Em 16 de maio de 2007, ele assinou outra extensão de contrato com o Roda JC até o verão de 2009.

### Shanghai Shenhua
Em 19 de julho de 2009, Oper assinou um contrato de meio ano com o Shanghai Shenhua, clube da Super Liga Chinesa.Ele fez sua estreia no clube em 2 de agosto de 2009, em uma partida fora de casa contra o Jiangsu Sainty. No entanto, ele sofreu uma lesão e acabou rescindindo seu contrato com o clube.

### ADO Den Haag
Ele fez sua estreia pelo clube em 2 de agosto de 2009, em uma partida fora de casa contra o Jiangsu Sainty. Depois de um período sem sucesso na China, Oper retornou à Holanda e, em 21 de janeiro de 2010, assinou um contrato de meio ano com opção de mais um ano com o ADO Den Haag.Ele fez sua estreia pelo clube em 13 de fevereiro de 2010, em uma partida em casa contra o Willem II. Oper marcou seu primeiro gol pelo ADO Den Haag em 18 de abril de 2010, em uma vitória por 4 a 0 contra o RKC Waalwijk. A prorrogação de seu contrato foi paralisada devido a negociações sobre termos pessoais, mas, por fim, não houve acordo e a prorrogação foi cancelada. O contrato expirou no verão.

### AEK Larnaca
Em 9 de setembro de 2010, Oper assinou um contrato de um ano com o AEK Larnaca, clube da Primeira Divisão do Chipre. Ele marcou um gol em sua estreia contra o Ethnikos Achna.

### Nea Salamina
Em janeiro de 2012, Oper ingressou no Nea Salamina, clube da Primeira Divisão do Chipre. Ele marcou seu primeiro gol pelo clube em 3 de março, em uma vitória por 2 a 0 contra o Enosis Neon Paralimni.
Em fevereiro de 2014, Andres Oper anunciou sua aposentadoria do futebol profissional.

## Seleção Estoniana
Oper disputou 133 partidas pela Seleção Estoniana, marcando 35 gols, e se consagrando como maior artilheiro da equipe. Seu primeiro gol foi nas Elimninatórias para a Copa de 1998, contra a Seleção Sueca. 
1. ↑  «Oper, Andres» (em inglês). ESBL. Consultado em 16 de setembro de 2016
2. ↑  «Oper reflects on record-breaking Estonia career» (em inglês). UEFA. 1 de junho de 2014
3. ↑  «Andres Oper lahkub Aalsborgi» (em estónio). Õhtuleht. 2 de julho de 1999. Consultado em 20 de setembro de 2016
4. ↑  «Oper kirjutas alla lepingule Torpedoga» (em estónio). Soccernet.ee. 10 de julho de 2003. Consultado em 20 de setembro de 2016
5. ↑  «Andres Oper jätkab karjääri Hollandi liigas» (em estónio). Soccernet.ee. 31 de agosto de 2005. Consultado em 20 de setembro de 2016
6. ↑  «Oper lõi Rodas esimese värava» (em estónio). Eesti Päevaleht. 1 de outubro 2005. Consultado em 20 de setembro 2016
7. ↑  «Andres Oper usub Roda potentsiaali» (em estónio). Soccernet.ee. 28 de março de 2006. Consultado em 20 de setembro de 2016
8. ↑  «Andres Oper pikendas Rodaga lepingut» (em estónio). Soccernet.ee. 28 de março de 2006. Consultado em 20 de setembro 2016
9. ↑  «Oper heads to Shanghai». Fifa.com. Cópia arquivada em 27 de dezembro de 2010
10. ↑  Андрес Опер: Играл в Шанхае, но столько, как Халку, мне не платили sportsdaily.ru
11. ↑  «ADO Den Haag bevestigt komst transfervrije Oper» (em neerlandês). Voetbalzone. 22 de janeiro de 2010. Consultado em 22 de Janeiro de 2010
12. ↑  «Oper komt selectie versterken». ADO Den Haag. 22 de Janeiro de 2010. Consultado em 22 de Janeiro de 2010. Cópia arquivada em 20 de Julho de 2011
13. ↑  «Oper ei jätka siiski ADO-s» (em estónio). Soccernet.ee. 9 de Julho de 2010. Consultado em 20 de Setembro de 2016
14. ↑  «Ametlik teadaanne – Operil uus klubi» (em estónio). Oper.ee. 9 de Setembro de 2010. Cópia arquivada em 20 de Julho de 2011
15. ↑  «Oper avas uues klubis väravaarve» (em estónio). Soccernet.ee. 3 de Março de 2012. Consultado em 3 de Março de 2012
16. ↑  «Star Striker Andres Oper Retires». ERR (em inglês). 5 de fevereiro de 2014